# Hémiépiphyte

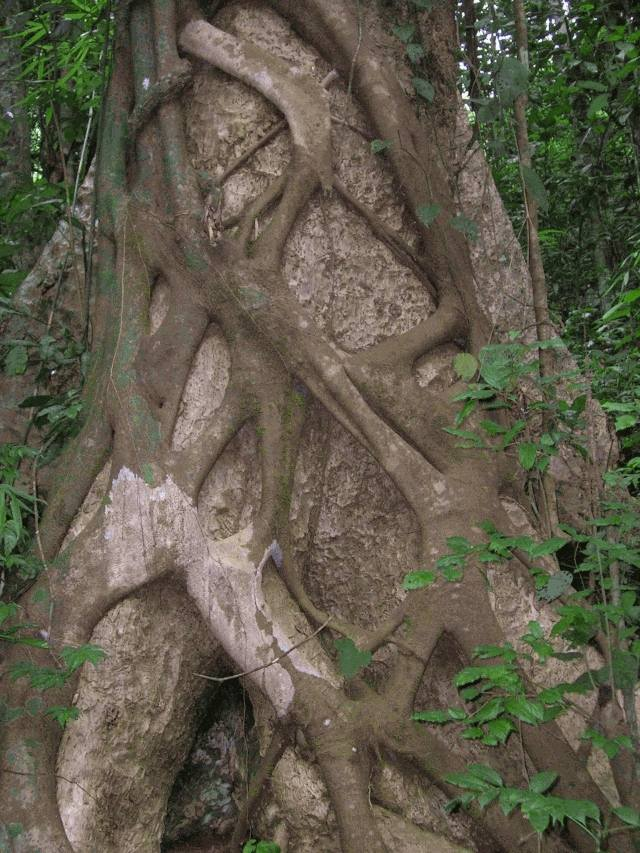
Figuier étrangleur hémiépiphyte dans une forêt du Kerala (Inde).

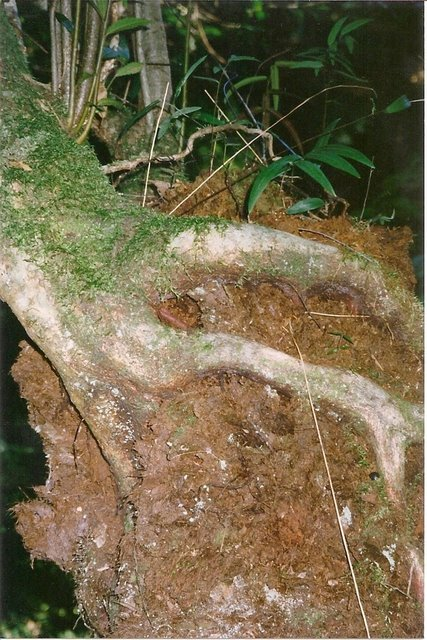
Arbuste de l'espèce Elaeocarpus holopetalus poussant sur une fougère arborescente à Devil's Creek, Tantawangalo (Australie).

Une hémiépiphyte ou plante hémiépiphyte est une plante qui vit en épiphyte pendant une partie de son cycle biologique.
Les graines des plantes hémiépiphytes primaires germent dans la canopée et se développent au début comme des épiphytes.
Elles émettent des racines qui poussent vers le bas et finissent par rencontrer le sol et s'y ancrer.
Les hémiépiphytes secondaires se développent d'abord comme des plantes grimpantes enracinées qui poussent vers le haut à partir du sol de la forêt, mais qui par la suite cessent d'êtres reliées au sol.
Les figuiers étrangleurs sont des hémiépiphytes : ils commencent leur vie comme des épiphytes, puis après avoir établi un contact avec le sol, ils encerclent l'arbre hôte et l'étranglent littéralement. Cela se traduit généralement par la mort de l'arbre hôte, soit par un effet d'annélation, soit par l'effet de la compétition pour la lumière.